# Павлюк Микола Васильович
Микола Васильович Павлюк (25 травня 1899 , Задубрівка, Заставнівський повіт, Герцогство Буковина, Австро-Угорщина  — 1 червня 1972 , Чернівці ) — український радянський діяч, член Буковинського підпільного обкому Румунської комуністичної партії, голова виконавчого комітету Садгірської районної ради депутатів трудящих Чернівецької області. Депутат Верховної Ради УРСР 1–2-го скликання (1941–1951).

## Біографія
Народився 25 травня 1899 року в родині селянина-бідняка в селі Задубрівка, тепер Заставнівський район, Чернівецька область, Україна. З дитячих років працював у сільському господарстві, наймитував у багатих селян сіл Рогізної, Садгори, Раранчі. У 1913 році закінчив початкову школу.
Під час Першої світової війни з 1915 року працював землекопом у австро-угорській армії, у 1917–1918 роках служив солдатом у австро-угорському війську.
У 1920–1923 роках — на службі в румунській армії. Повернувшись додому, працював у сільському господарстві, був на різних чорнових роботах на текстильній фабриці в місті Чернівцях.
З 1925 року співпрацював з румунськими соціал-демократами (партією «Визволення»), а з 1929 року — з підпільною організацією Румунської комуністичної партії, брав участь у підпільній діяльності. У 1930 році був ув'язнений румунською владою. Після виходу на волю продовжив підпільну діяльність, за що його знову заарештували в 1933 році та ув'язнили на два роки. У 1935 році повернувся з тюрми в село Задубрівку, де працював у своєму господарстві. У 1939 — червні 1940 року — член Буковинського підпільного обласного комітету Румунської комуністичної партії.
Після окупації Буковини радянськими військами, у червні 1940 року очолив тимчасовий комітет села Задубрівки. У липні 1940 — липні 1941 року — голова Задубрівської сільської ради Садгірського району Чернівецької області.
З початку німецько-радянської війни у 1941 році був евакуйований у місто Самарканд Узбецької РСР, де до 1943 року працював культпрацівником у туберкульозній лікарні. У 1943–1945 роках — в Червоній армії.
Кандидат у члени ВКП(б) з 1944 року.
Після демобілізації з армії у 1945 році повернувся в Чернівецьку область і працював заступником голови виконавчого комітету Садгірської районної ради депутатів трудящих Чернівецької області з державного забезпечення родин військовослужбовців.
З 1946 року — голова виконавчого комітету Садгірської районної ради депутатів трудящих Чернівецької області.
Працював бригадиром, головою колгоспу в Чернівецькій області.
Потім — персональний пенсіонер республіканського значення. Помер 1 червня 1972 року.

## Нагороди
- медалі
- Почесна грамота Президії Верховної Ради Української РСР (30.07.1965)